# Carlos Muñoz Pizarro
Carlos Muñoz Pizarro (Coquimbo, Región de Coquimbo, 25 de septiembre de 1913 - Nueva York, Estados Unidos, 12 de mayo de 1976) fue un distinguido botánico chileno. Se destacó principalmente por sus estudios de la flora chilena, por promover su conservación y por su dedicación a la docencia universitaria.

## Biografía
Su interés por las Ciencias naturales se desarrolló mientras estudiaba agronomía en la Universidad de Chile, institución donde se tituló como ingeniero agrónomo en 1937. Entre los años 1939 y 1940 se especializó en los Estados Unidos de América en Taxonomía de plantas superiores en la Universidad de Harvard y posteriormente en la Institución Smithsoniana de Washington. Luego de retornar a su país, en 1948 regresa a Estados Unidos para estudiar las plantas chilenas en el Herbario Gray de la Universidad de Harvard.
Tempranamente asumió la tarea de promover la conservación de los recursos naturales renovables y las bellezas escénicas de Chile y, desde sus cátedras universitarias, estimuló constantemente a las generaciones jóvenes a sumarse a esta tarea. Propuso la creación de la primera Facultad de Ingeniería Forestal en Chile, la cual se implementó en la Universidad de Chile. En esta universidad impartió clases de botánica por más de 40 años, en las facultades de Agronomía, Ingeniería Forestal y Arquitectura.
Numerosas expediciones realizadas a lo largo y ancho de Chile le permitieron familiarizarse con la flora del país y transformarse en un incansable divulgador de sus particularidades.
Promovió la creación de una red de Parques nacionales y Reservas Forestales en Chile, y fue el primer botánico en llamar la atención sobre el peligro de extinción que corren numerosas especies endémicas de la flora chilena. En 1976 el presidente del Fondo Mundial para la Naturaleza (WWF), anunció que como un homenaje póstumo se le nombró integrante de la lista de honor de los conservacionistas internacionales por su trabajo en pro de la conservación en América Latina y, especialmente, por ser el autor del libro "Chile: Plantas en Extinción", el primer libro publicado hasta esa fecha detallando las especies de plantas en peligro de extinción en cualquier país del mundo.
También participó activamente en la creación del Jardín Botánico Nacional en la ciudad de Viña del Mar. Su predilección por los estudios taxonómicos lo llevaron a reacondicionar totalmente el Herbario Nacional existente en el Museo Nacional de Historia Natural de Chile, herbario que incrementó con numerosas colectas propias y de terceros. Además, estableció junto a su esposa, Ruth Schick Carrasco, una colección de fototipos de las plantas chilenas existentes en los herbarios extranjeros. Fue tal su pasión por la taxonomía botánica que sus hijas llevan el nombre de tres géneros de gramíneas: Melica, Nassella y Aira.

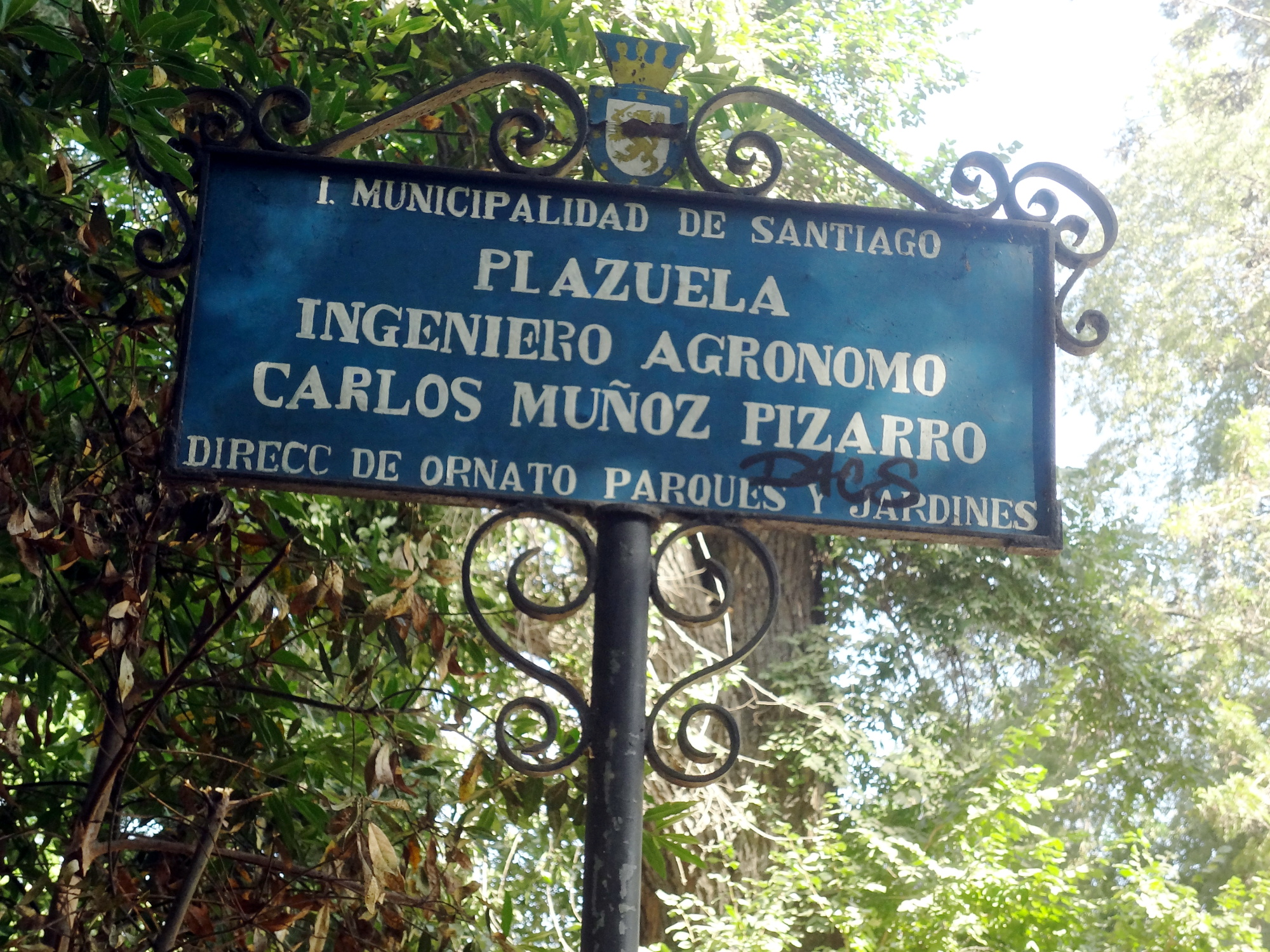
Plazuela en el Parque Quinta Normal dedicada al botánico Carlos Muñoz Pizarro.

Asistió a numerosos congresos y reuniones científicas. En 1940 integró la Comisión sobre Protección de la Flora, Fauna y Bellezas Escénicas Naturales, que se reunió en Washington D. C..
Ese año fue vicepresidente de la Comisión de Biología del VIII Congreso Científico Americano, celebrado en la misma ciudad, y en 1964 fue designado vicepresidente honorario del X Congreso Internacional de Botánica en Edimburgo (Escocia).
Fue miembro de la Sociedad Agronómica de Chile, de la Sociedad Chilena de Historia Natural y de la Sociedad Chilena de Botánica. Fue vicepresidente del Comité latinoamericano de parques nacionales (CLAPN), dependiente de la Comisión Internacional para la Conservación de la Naturaleza (IUCN), con sede en Suiza.

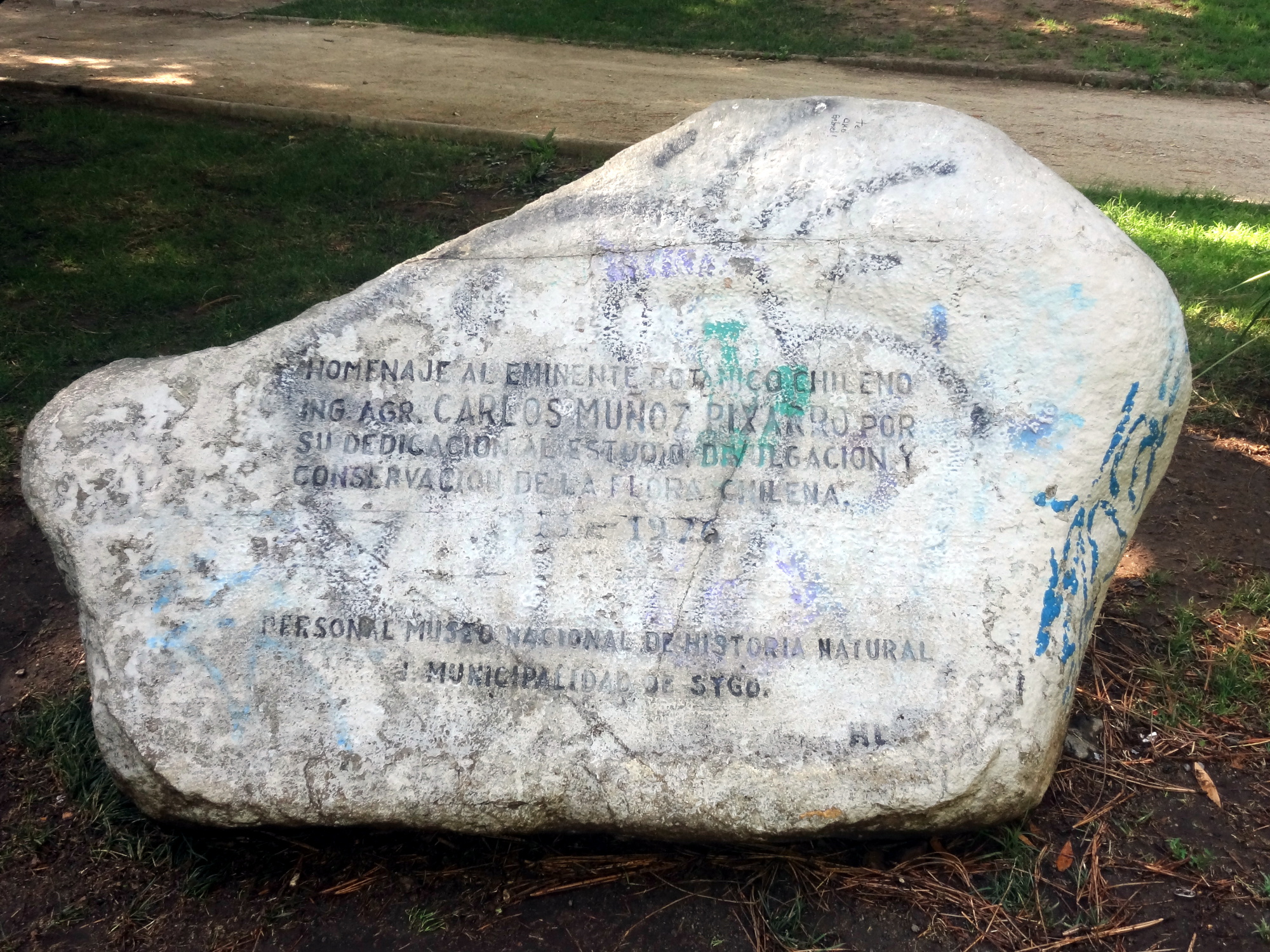
Monolito de 1976 dedicado a Carlos Muñoz Pizarro en el Parque Quinta Normal, de parte del personal del Museo Nacional de Historia Natural

En 1967 fue incorporado como Académico de Número de la Academia de Ciencias del Instituto de Chile.
Recibió numerosas distinciones como el Premio «Al Mérito Agrícola» otorgado por la Sociedad Agronómica de Chile (1961); el Premio «Al Mejor Investigador» otorgado por el Colegio de Ingenieros Agrónomos de Chile (1966); el Premio de Ciencias «Juan Ignacio Molina», otorgado por la Academia de Ciencias del Instituto de Chile (1967); la «Medalla Agrícola Interamericana», otorgada por el Instituto Interamericano de Ciencias Agrícolas (IICA) de la Organización de Estados Americanos (OEA).
En 1967 fue designado Académico de Número de la Academia Chilena de Ciencias del Instituto de Chile Archivado el 20 de febrero de 2017 en Wayback Machine., constituyéndose en el primer Ingeniero Agrónomo en recibir tal distinción.
En 1974 fue distinguido como «Caballero de la Orden del Arca de Oro del Reino de los Países Bajos», condecoración que honra a aquellos científicos dedicados a la protección de los Recursos Naturales Renovables.
Producto de su extensa labor de investigación, generó un número considerable de publicaciones, entre las que destacan “Índice Bibliográfico de las Gramíneas Chilenas” (1941), “Sinopsis de la Flora Chilena” (1959 y 1966), “Las Especies de Plantas descritas por R. A. Philippi en el Siglo XIX” (1960), “Flores Silvestres de Chile” (1966) y “Chile: Plantas en Extinción” (1973).
Describió ocho especies nuevas para la ciencia botánica en Chile y cinco nombres de plantas recuerdan su nombre: Valeriana munozii Borsini, Gamochaeta munnozii Cabrera, Senecio munnozii Cabrera, Griselinia carlomunozii Dillon & Muñoz-Schick. y Schizanthus carlomunozii V. Morales & Muñoz-Schick.
El 12 de mayo de 1976, mientras dictaba una conferencia en el Jardín Botánico de Nueva York, con ocasión del Simposio sobre Especies de Plantas Extinguidas y Dañadas de las Américas, sufrió un ataque fulminante que terminó con su vida a los 63 años de edad.